# Енфилд (Северна Каролина)
Енфилд (енгл. Enfield) град је у америчкој савезној држави Северна Каролина.

## Демографија
По попису из 2010. године број становника је 2.532, што је 185 (7,9%) становника више него 2000. године.
| Група             | 2000.         | 2010.         |
| Белци             | 456 (19,4%)   | 295 (11,7%)   |
| Афроамериканци    | 1.860 (79,3%) | 2.215 (87,5%) |
| Азијати           | 0 (0,0%)      | 5 (0,2%)      |
| Хиспаноамериканци | 25 (1,1%)     | 15 (0,6%)     |
| Укупно            | 2.347         | 2.532         |